# Dauí Iarlaithe mac Maithni
Dauí Iarlaithe mac Maithni était un roi de Iarmuman, terme qui désigne l'ouest du Munster (en irlandais : Muman), l'un des cinq royaumes d'Irlande, qui fut peut-être également roi de tout Muman. Il vivait à la fin du Ve siècle. 
Il appartenait à la famille des Eóganacht Locha Léin, une branche des Eóganachta, la dynastie qui régna sur Muman du Ve siècle au Xe siècle, établie autour des lacs de Killarney. 

## Biographie
Dauí Iarlaithe était le petit-fils du fondateur de la branche des Locha Léin, Caipre Luachra mac Cuirc, fils de Conall Corc mac Lugaid (le fondateur de Cashel). 
Un document généalogique indique qu'il succéda à son père, Maithne (ou Maine) mac Coirpri, comme intendant de Iarmuman. Il refusa cependant de payer tribut à Cashel et une guerre éclata entre Dauí Iarlaithe et son cousin, Óengus mac Nad Froích (mort vers 489), le roi de Muman. À la suite de cette guerre, Dauí Iarlaithe aurait fini par être reconnu comme roi de Muman. 
Il n'est cependant mentionné ni dans les listes de rois, ni dans les annales, qui donnent comme successeurs à Óengus ses deux fils, Feidlimid mac Óengusa puis Eochaid mac Óengusa. 
Comme roi de Muman, il est crédité d'une guerre contre la tribu des Uaithni de la région du Loch Derg. 
Son règne amorça l'état de semi-indépendance du royaume de Iarmuman vis-à-vis de Cashel. Certains de ses descendants, comme son arrière-petit-fils Áed Bennán mac Crimthainn (mort vers 619), auraient également été rois de l'ensemble du royaume.